# 永井菜摘
永井 菜摘（ながい なつみ、1995年7月4日 - ）は、日本の女子バスケットボール選手である。富士通レッドウェーブ所属。ポジションはガード。背番号32。169cm、66kg。

## 人物
東京都出身。
東村山第一中学校で全中ベスト8の後、足羽高等学校に進み国体ベスト4。
年代別日本代表としてU-16アジア選手権優勝、U-17世界選手権ベスト4を経験。
卒業後、富士通に入社。

## 経歴
- 足羽高校 - 富士通（2014年〜）

## 日本代表歴
- 2011 U-16アジア選手権
- 2012 U-17世界選手権